# Kurt Sunesson
Kurt Lennart Sunesson, född 29 september 1918 i Karlskrona, död 12 juli 1996 i Örebro, var en svensk skulptör och formskapare.
Sunesson var som skulptör huvudsakligen autodidakt. Han debuterade i en utställning med Örebro läns konstförening 1961 och var sedan årligen återkommande i föreningens höstutställningar på Örebro läns museum. Hans skulpturer består av bilder med lekande barn, dansörer och hästar vanligtvis utförda i brons. 